# Francisco Cati
Francisco Cati Balderrama es un jugador de fútbol, fútbol playa y fútbol sala mexicano. Nació en la Ciudad de México el 18 de diciembre de 1981. Jugó el Clausura 2005 para los Dorados de Sinaloa en la Primera División de México, y el Apertura 2005 y Clausura 2006 para los Potros del Atlante en la posición de defensa. Ante la falta de juegos, (sólo jugó 4 cuatro juegos en los tres torneos) hizo pruebas con la Selección de fútbol playa de México, con la que obtuvo el segundo lugar en la Copa Mundial de Fútbol Playa FIFA 2007, anotando un gol. Gracias a su desempeño en la Copa Mundial de Fútbol Playa FIFA 2007, fue contratado por el Potros Chetumal. 

## Clubes
| Club                       | País   | Año       |
| -------------------------- | ------ | --------- |
| Pioneros de Ciudad Obregon | México | 2004-2005 |
| Dorados de Sinaloa         | México | 2005      |
| Club de Fútbol Atlante     | México | 2005      |
| Club León                  | México | 2006      |
| Potros Chetumal            | México | 2008      |

### Participaciones en Copas del Mundo de Playa
| Mundial                                | Sede   | Resultado        | Partidos | Goles |
| -------------------------------------- | ------ | ---------------- | -------- | ----- |
| Copa Mundial de Fútbol Playa FIFA 2007 | Brasil | Subcampeón       | 6        | 1     |
| Copa Mundial de Fútbol Playa FIFA 2011 | Italia | Cuartos de final | 4        | 1     |

### Participaciones en Copas del Mundo de fútbol sala
| Mundial                                           | Sede      | Resultado    | Partidos | Goles |
| ------------------------------------------------- | --------- | ------------ | -------- | ----- |
| Campeonato Mundial de fútbol sala de la FIFA 2012 | Tailandia | Primera fase | 3        | 0     |

### Participaciones en Campeonato de Fútbol Playa de Concacaf
| Copa                                           | Sede        | Resultado    | Partidos | Goles |
| ---------------------------------------------- | ----------- | ------------ | -------- | ----- |
| Campeonato de Fútbol Playa de Concacaf de 2007 | México      | Cuarto lugar | 4        | 1     |
| Campeonato de Fútbol Playa de Concacaf de 2008 | México      | Campeón      | 3        | 0     |
| Campeonato de Fútbol Playa de Concacaf de 2009 | México      | Tercer lugar | 4        | 0     |
| Campeonato de Fútbol Playa de Concacaf de 2010 | México      | Campeón      | 5        | 0     |
| Campeonato de Fútbol Playa de Concacaf de 2013 | Bahamas     | Tercer lugar | 4        | 2     |
| Campeonato de Fútbol Playa de Concacaf de 2015 | El Salvador | Campeón      | 6        | 4     |